# Liste der Stolpersteine in Ettenheim

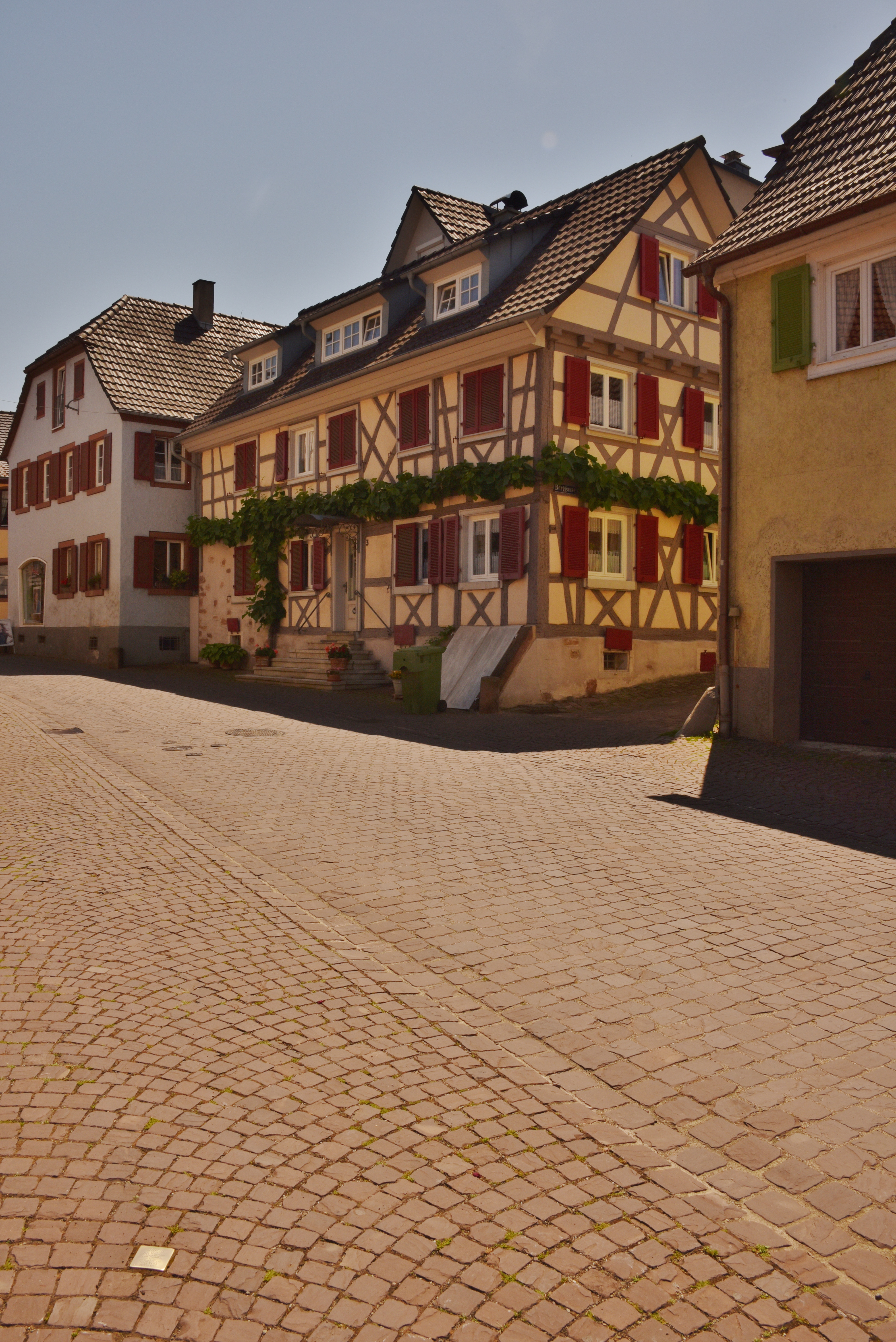
Stolperstein in Ettenheim

Die Liste der Stolpersteine in Ettenheim beschreibt besondere Pflastersteine in Gehwegen, die an die Opfer der nationalsozialistischen Diktatur in der Stadt Ettenheim im baden-württembergischen Ortenaukreis in Deutschland erinnern sollen. Stolpersteine erinnern an das Schicksal der Menschen, die von den Nationalsozialisten ermordet, deportiert, vertrieben oder in den Suizid getrieben wurden. Die Stolpersteine wurden vom Kölner Künstler Gunter Demnig konzipiert und werden in der Regel von ihm vor dem letzten selbstgewählten Wohnsitz des Opfers verlegt.
Die erste Verlegung in dieser Stadt erfolgte am 12. Juli 2010.

## Liste der Stolpersteine
In Ettenheim wurden sechs Stolpersteine an fünf Adressen verlegt.
| Stolperstein | Inschrift | Verlegeort        | Name, Leben |
| ------------ | --- | ----------------- | --- |
|              | HIER WOHNTE HEDWIG LEVISTEIN JG. 1883 HEIMATORT 1939 VERLASSEN DEPORTIERT 1940 GURS ERMORDET 1942 IN AUSCHWITZ  | Festungsstraße 8  | Hedwig Levistein wurde am 16. Januar 1883 in Ettenheim geboren. Ihre Eltern waren Leopold Levistein (1835–1920) und dessen zweite Ehefrau, Nannette Guggenheim (1845–1902), die aus Gailingen stammte. Sie hatte sechs Geschwister und eine Halbschwester aus der ersten Ehe ihres Vaters. Sie war gehörlos und blieb ledig. Gemeinsam mit ihrem Bruder Julius bewohnte sie das Elternhaus in der Festungsstraße 8. Als ihr Bruder und seine Frau im März 1939 Visa für die Emigration erhielten, wurde Hedwig Levistein, nunmehr 56 Jahre alt, im jüdischen Landesasyl von Gailingen untergebracht. Am 20. Oktober 1940 wurde sie – gemeinsam mit 176 Mitbewohnern – in das Lager Gurs deportiert. Das Lager liegt unweit von Lourdes im Südwesten Frankreichs. Knapp zwei Jahre später, am 6. August 1942, wurde sie erneut deportiert, zuerst in das Sammellager Drancy nahe Paris und von dort am 10. August 1942 in das Vernichtungslager Auschwitz. Mit an Bord dieses Konvoi No. 17 waren 524 Frauen und 475 Männer. Unmittelbar nach der Ankunft wurden 100 Frauen und 140 Männer für die Zwangsarbeit ausgesucht, sie erhielten die Nummern 16637 bis 16736 und 58086 bis 58225. Die anderen Ankömmlinge, 760 Personen, darunter Hedwig Levistein, wurden unmittelbar nach der Ankunft in den Gaskammern ermordet. Von den 240, die die Selektion überstanden hatten, überlebte ein einziger Mann. |
|              | HIER WOHNTE FANNY LION JG. 1871 DEPORTIERT 1940 GURS TOT 1944 IN THIVIERS                                       | Festungsstraße 16 | Fanny Lion wurde am 12. Februar 1871 in Ettenheim geboren. Ihre Eltern waren Karl (Kalman) Lion (1840–1913) und Marie geb. Dreifuss (1845–1924). Sie hatte mehrere Geschwister. Während der Novemberpogrome 1938 wurde ihre Kleidung auf die Straße geworfen und die Fenster ihres Hauses zerstört. Sie flüchtete zu Verwandten, kehrte aber nach Ettenheim zurück, wo sie am 22. Oktober 1940 verhaftet und in das Camp de Gurs deportiert wurde. Fanny Lion verlor am 15. Juli 1944 im südfranzösischen Thiviers in einer Klinik ihr Leben. Sie starb an den Folgen der Haft. Ihre Schwester Hedwig Weil (1869–1942) wurde nach Theresienstadt deportiert und wenig später im Vernichtungslager Treblinka ermordet. Ihre Schwester Luise Schwab (1876–1942) flüchtete drei Tage vor der Deportation in den Tod. |
|              | HIER WOHNTE HELENE LION JG. 1866 HEIMATORT 1939 VERLASSEN DEPORTIERT 1940 GURS TOT 1942 IM LAGER RECÉBÉDOU      | Friedrichstraße 8 | Helene Lion wurde am 5. August 1866 in Ettenheim geboren. Ihre Eltern waren Abraham Lion (1828–1883) und Malwine Marie geb. Geismar (1831–1917). Ihr Vater war als „Frommele“ bekannt. Sie hatte zwei jüngere Geschwister, Josef (1868–1918) und Sophie (geb. 1871). Die beiden Schwestern blieben ledig. Sie lebten zurückgezogen und verarmt in ihrem kleinen Häuschen in der Friedrichstraße 8. Den Lebensunterhalt versuchten sie durch den Verkauf von Nähbedarf zu generieren. In der Nacht der Novemberpogrome 1938 wurde ihr kleines Geschäft und ihre Küche von johlenden Nationalsozialisten kurz und klein geschlagen. Die schon älteren Frauen weinten und flehten vergebens, flüchteten schließlich ins Nachbarhaus. Uniformierte, Bürger der Stadt und der Ortsgruppenleiter Dr. Klein sahen tatenlos zu. Spät in der Nacht kehrten die Schwestern zurück, hatten keine Teller und Gläser mehr und mussten frieren, weil auch die Fenster zerschlagen worden waren. In den kommenden Monaten wurden sie heimlich von den Nachbarn versorgt. Erst im Dezember 1939 fanden sie Aufnahme im jüdischen Asyl- und Altersheim in Gailingen. Am 22. Oktober 1940 wurden sie gemeinsam mit weiteren 175 Heimbewohnern in das Internierungslager Gurs, unweit von Lourdes, verschleppt. Dort wurden die Schwestern, die ihr ganzes Leben miteinander verbracht hatten, getrennt. Helene Lion wurde in das Internierungslager Récébédou verlegt und verlor dort am 13. April 1941 auf Grund von Hunger, Kälte und schlechter Hygiene ihr Leben. Auch Sophie Lion wurde vom NS-Regime im Zuge der Shoah ermordet, allerdings ist nicht bekannt wann und wo. Ihre Spur verliert sich in Gurs. |
|              | HIER WOHNTE JULIA LION GEB. BERGHEIMER JG. 1878 HEIMATORT 1938 VERLASSEN DEPORTIERT 1940 GURS TOT 1940 IM LAGER | Friedrichstraße 6 | Julia Lion geb. Bergheimer wurde am 19. Juni 1878 in Offenburg geboren. Julia Lion wurde am 22. Oktober 1940 in das Camp de Gurs deportiert. Sie verlor dort am 30. Dezember 1940 ihr Leben. Ein weiterer Stolperstein für Julia Lion wurde in der Grabenallee 16 der Kinzigvorstadt von Offenburg verlegt. |
|              | HIER WOHNTE KAROLINE LION JG. 1854 HEIMATORT 1935 VERLASSEN DEPORTIERT 1940 GURS TOT 1940 IM LAGER              | Zunftgasse 1      | Karoline Lion wurde am 2. Mai 1854 in Ettenheim geboren. Im Jahr 1935 wurde sie im jüdischen Asyl- und Altersheim in Gailingen aufgenommen. Von Baden aus wurde Lion am 22. Oktober 1940 in das Camp de Gurs im äußersten Südwesten Frankreichs deportiert und ebendort am 25. Dezember 1940 ermordet. |
|              | HIER WOHNTE SOPHIE LION JG. 1871 HEIMATORT 1939 VERLASSEN DEPORTIERT 1940 GURS ?                                | Friedrichstraße 8 | Sophie Lion wurde am 25. September 1871 in Ettenheim geboren. Ihre Eltern waren Abraham Lion (1828–1883) und Malwine Marie geb. Geismar (1831–1917). Ihr Vater war als „Frommele“ bekannt. Sie hatte zwei ältere Geschwister, Helene (geb. 1866) und Josef (1868–1918). Die beiden Schwestern blieben ledig und lebten sehr zurückgezogen in ihrem kleinen Häuschen in der Friedrichstraße 8. Den Lebensunterhalt versuchten sie durch den Verkauf von Nähbedarf zu generieren. In der Nacht der Novemberpogrome 1938 wurde ihr kleines Geschäft und ihre Küche von johlenden Nationalsozialisten kurz und klein geschlagen. Die schon älteren Frauen weinten und flehten vergebens, flüchteten schließlich ins Nachbarhaus. Uniformierte, Bürger der Stadt und der Ortsgruppenleiter Dr. Klein sahen tatenlos zu. Spät in der Nacht kehrten die Schwestern zurück, hatten keine Teller und Gläser mehr und mussten frieren, weil die Fenster zerschlagen worden waren. In den kommenden Monaten wurden sie heimlich von den Nachbarn versorgt. Erst im Dezember 1939 fanden sie Aufnahme im jüdischen Asyl- und Altersheim in Gailingen. Am 22. Oktober 1940 wurden sie gemeinsam mit weiteren 175 Heimbewohnern in das Internierungslager Gurs, unweit von Lourdes, verschleppt. Dort wurden die Schwestern, die ihr ganzes Leben miteinander verbracht hatten, getrennt. Helene wurde in das Internierungslager Récébédou verlegt und verlor dort am 13. April 1941 auf Grund von Hunger, Kälte und schlechter Hygiene ihr Leben. Über Sophie Lion gibt es keine weiteren Informationen, ihre Spuren verlieren sich im Lager Gurs. In den von Serge Klarsfeld zusammengestellten Transportlisten für die Deportationen gegen Osten ist ihr Name nicht zu finden und am Friedhof von Gurs findet sich kein Grab von ihr. |

## Verlegedaten
Die Stolpersteine von Ettenheim wurden vom Künstler an folgenden Tagen verlegt:
- 12. Juli 2010: Festungsstraße 16, Friedrichstraße 6, Zunftgasse 1
- 13. September 2012: Festungsstraße 8, Friedrichstraße 8[15]

Die Anregung zur Verlegung der Stolpersteine kam von Robert Krais vom Deutsch-Israelischen Arbeitskreis südlicher Oberrhein e.V. (DIA). Am 12. Juli 2010 konnten anstatt der sechs vorgesehenen Steine zunächst nur drei verlegt werden, da die Hausbesitzer von zwei Standorten nicht einwilligten. Ende März 2012 fasste der Ettenheimer Gemeinderat den Beschluss, dass das Einverständnis des jeweiligen Hausbesitzers nicht mehr eingeholt werden muss. Daraufhin konnten auch die drei fehlenden Stolpersteine verlegt werden.